# قلعة يبنا
قلعة يبنا أو قلعة إبلين كانت قلعة صليبية في مملكة بيت المقدس اللاتينية في بلدة إبلين، التي عُرفت لاحقاً باسم يبنا، وتقع اليوم جنوب شرق مدينة يفنه الفلسطينية الحديثة. لم يتبق من القلعة سوى القليل جداً من آثارها التي تقع في وسط مدينة يبنا، المعروف اليوم باسم «تل يفنه».
كانت إبلين ضمن إقطاعية بيت أسرة إبلين [الإنجليزية] النبيلة، والتي حققت فيما بعد شهرة كبيرة في المملكة. بنى الملك فولك ملك بيت المقدس القلعة في 1141 لحراسة الحدود الجنوبية للمملكة، على الرغم من أن أهميتها تراجعت مع تغير الحدود جنوباً. ظلت القلعة مركزاً لسيادة لوردية إبلين حتى انهيار مملكة بيت المقدس في 1187. استولى صلاح الدين الأيوبي على إبلين في 1187 بعد هزيمة الصليبيين في حطين، وهدمها.

## تاريخها
بُنيت قلعة إبلين في 1141، ضمن أربع قلاع على الحدود الجنوبية للمملكة، بين مدينة يافا الصليبية ومدينة عسقلان الفاطمية. بُنيت القلعة والقلاع الأخرى للحماية من الهجمات المنطلقة من عسقلان، ولتوفير ملجأ للرعية عند الهجوم، ولتكون بمثابة قاعدة للهجمات الصليبية على الفاطميين.
كانت عسقلان تشكل تهديداً للمملكة خلال النصف الأول من القرن الثاني عشر. شن الفاطميون غارات من المدينة في معظم السنوات استهدفت يافا والدولة المحيطة بها، في حين أن دفاعاتها القوية ومينائها جعلها منيعة أمام الهجمات الصليبية. كان يمكن إعادة إمداد المدينة عن طريق البحر في حالة الحصار، ونجدة الحامية بانتظام. وقد أدى بناء إبلين والقلاع الأخرى إلى حد ما إلى تخفيف هذا الوضع، مما أدى إلى حملة ناجحة في 1153 شهدت سقوط عسقلان في أيدي الصليبيين.
كان لبناء إبلين والقلاع الأخرى عدد من الفوائد؛ كتب وليم الصوري أن «الناس بدأوا يعتمدون على القلاع ونشأت أماكن للضواحي حولهم». أصبحت المنطقة بأكملها أكثر أماناً لأنها كانت مأهولة بالسكان، وأصبح من الممكن توفير إمدادات أكثر وفرة من الغذاء للمنطقة المحيطة.
انخفضت أهمية إبلين والحصون الأخرى في 1153 مع سقوط عسقلان تحت حصار وهجوم الملك فولك والجيش الصليبي، ومن خلال بناء التحصينات جنوباً في غزة وفي داروم. ومع ذلك، سقطت إبلين في أيدي جيش صلاح الدين الأيوبي في 1187، عندما غزا المملكة بعد معركة حطين، وعادت أسرة إبلين إلى ممتلكاتها الأخرى في قبرص وبيروت. لقد تُركت إبلين مُخربة ولم يُعد بنائها.

## وصف البناء
لا يُعرف سوى القليل عن تصميم إبلين، لأنها لم تنجو. ومع ذلك، بُنيت إبلين والقلاع الأخرى المحيطة بعسقلان كمجمع قلاع، وبالتالي فهي تحمل أوجه تشابه. يقال إن إبلين كانت عبارة عن منطقة مربعة الشكل بها أربعة أبراج، وهي تشبه قلعة أرنالدي، وبيت جبلين، وبلانشغارد، والتي نجت بعض آثارها.
بُنيت القلاع بمبادرة من الملك فولك الأول، ولكن بتعاون مجتمعي واسع. فقد بنى البطريرك وسكان القدس قلعة أرنالدي في 1132 في موضع كمين معروف على طريق القدس. تبع ذلك بناء «البطريرك وليم كبير الأقطاب» و«شعب المملكة كلها» لقلعة بيت جبلين شرق عسقلان في 1136. اتخذ الملك فولك وكبار البارونات والبطريرك والأساقفة قراراً مشتركاً ببناء قلعة شمال عسقلان في إبلين في 1141، وهو اسم بلدة يبنا عند الصليبيين. كان الموقع عبارة عن تلة تقع إلى الشرق من المدينة، وهي تلة صناعية تشير إلى آثار قديمة لمستوطنات سابقة تعود إلى العصور القديمة. أخذت القلعة نفسها شكل سور مربع بأربعة أبراج، وأسندت إلى باريسان دي إبلين [الإنجليزية] الذي حملت القلعة اسمه والذي أصبحت عائلته من أكثر العائلات نفوذاً في المملكة. وفي العام التالي قام الملك وشعب المملكة ببناء بلانشغارد شرق إبلين.
عُثر على غرفة بوابة القلعة أثناء الأعمال الأثرية في 2005.

## موقع القلعة
شُيدت إبلين على قمة تل يبنا، وهو ما يمثل علامة على آثار جامنيا القديمة. وعندما هُدمت أصبحت جزءاً من التل، المعروف حالياً باسم تل يفنه. جرت بعض الأعمال الأثرية غير المنشورة في 2005 في الجزء من التل الذي يعود إلى الفترة الصليبية، برئاسة دان باهات [الإنجليزية].